# Blepharipa auripilis
Blepharipa auripilis là một loài ruồi trong họ Tachinidae.